# ジャスティン・ビーバー ネヴァー・セイ・ネヴァー
『ジャスティン・ビーバー ネヴァー・セイ・ネヴァー』（Justin Bieber: Never Say Never）は、カナダのポップス、R&Bシンガーであるジャスティン・ビーバーにスポットを当てた3Dドキュメンタリー、コンサート映画である。
MTVフィルムズとインサージ・ピクチャーズの映画としては初めてとなるG指定である。
楽曲であるNever Say Never ft. Jaden Smithがタイトルの元となっている。

## キャスト
（ ）内は日本語ボイスオーバーのキャスト
- ジャスティン・ビーバー（林勇）
- ボーイズIIメン
- マイリー・サイラス
- ショーン・キングストン
- クリス・"リュダクリス"・ブリッジス
- ジェイデン・スミス
- アッシャー